# Atta cephalotes
Atta cephalotes är en myrart som först beskrevs av Carl von Linné 1758.  Atta cephalotes ingår i släktet Atta och familjen myror. Inga underarter finns listade.

## Bildgalleri

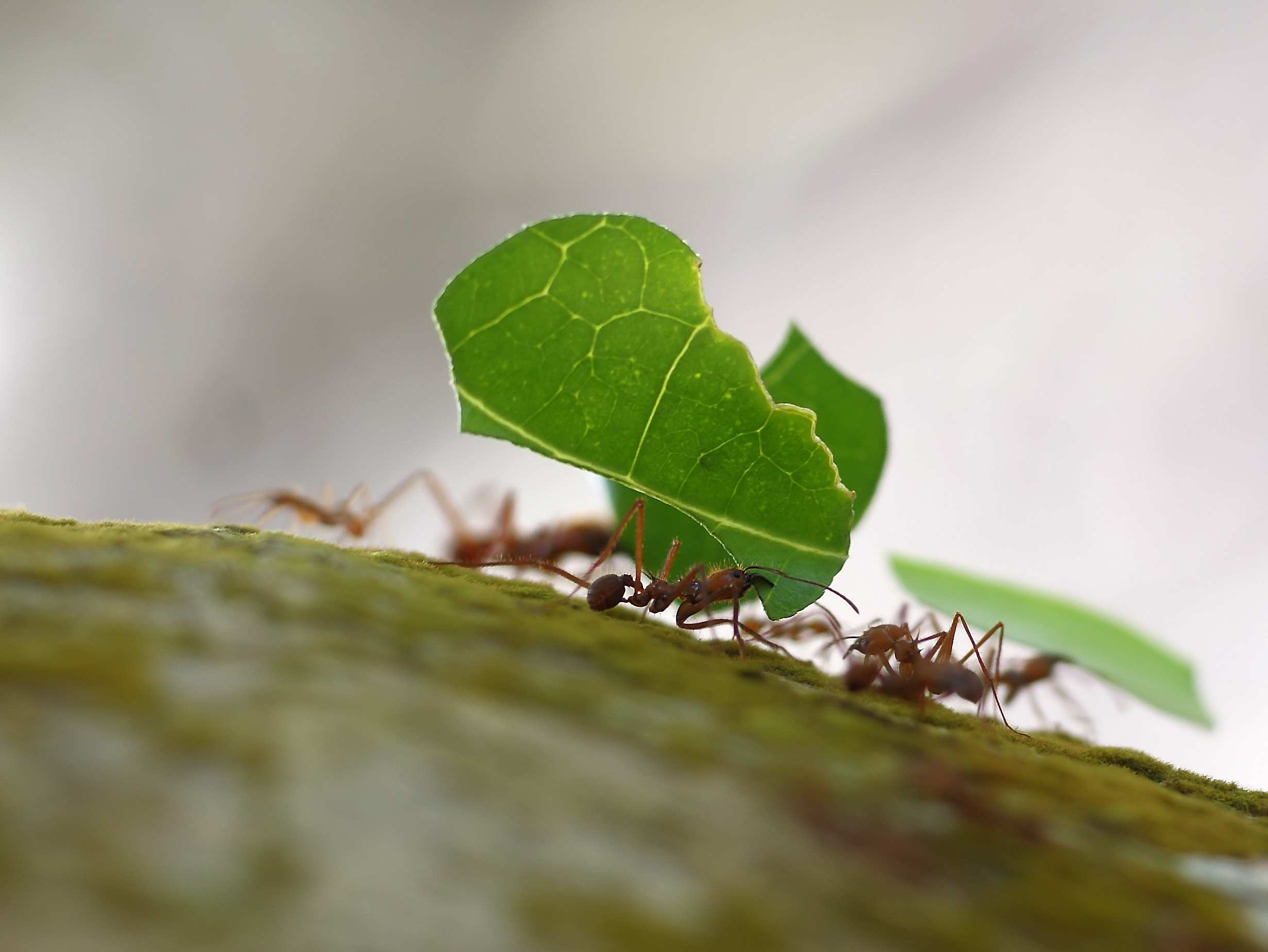
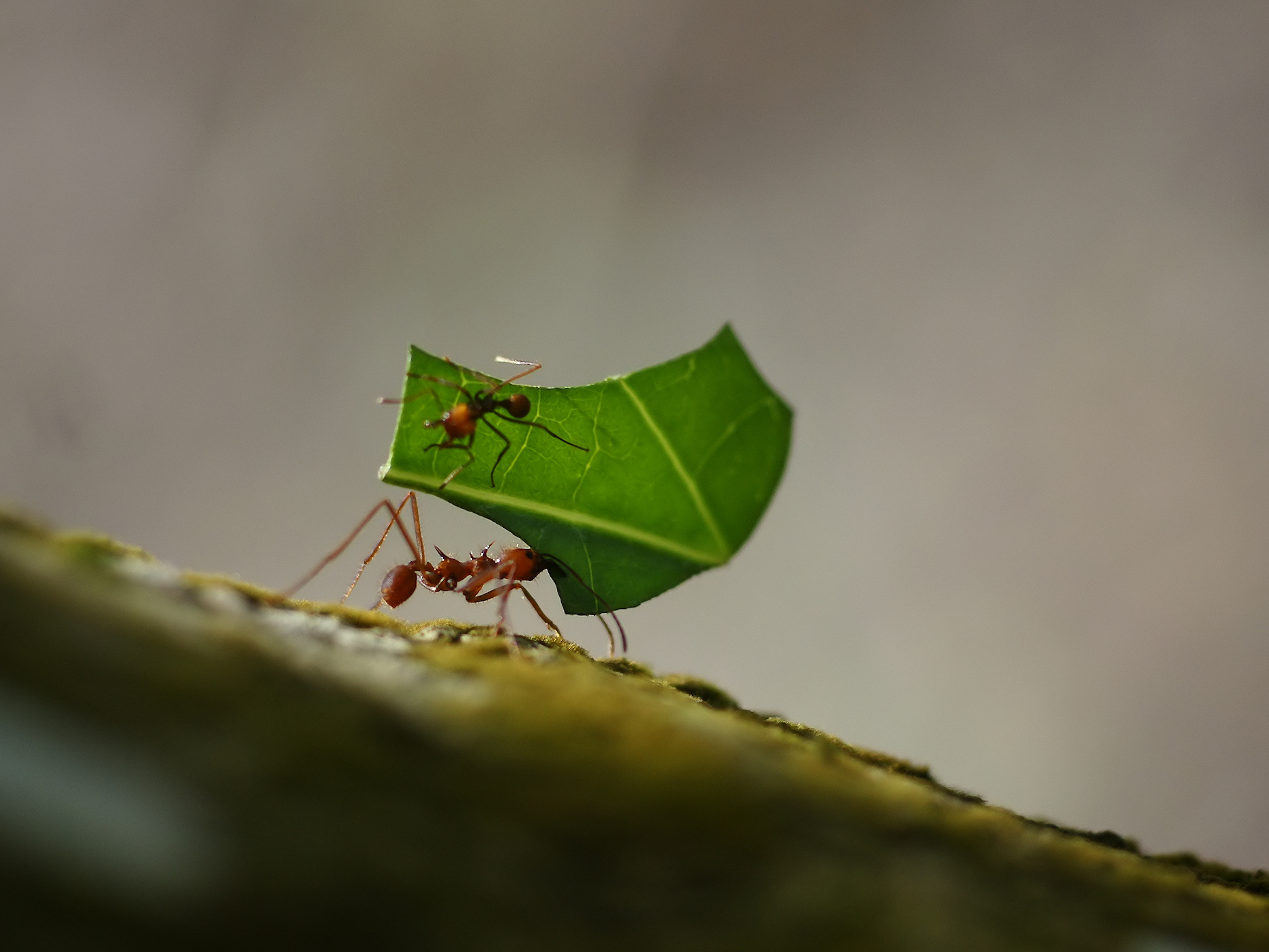
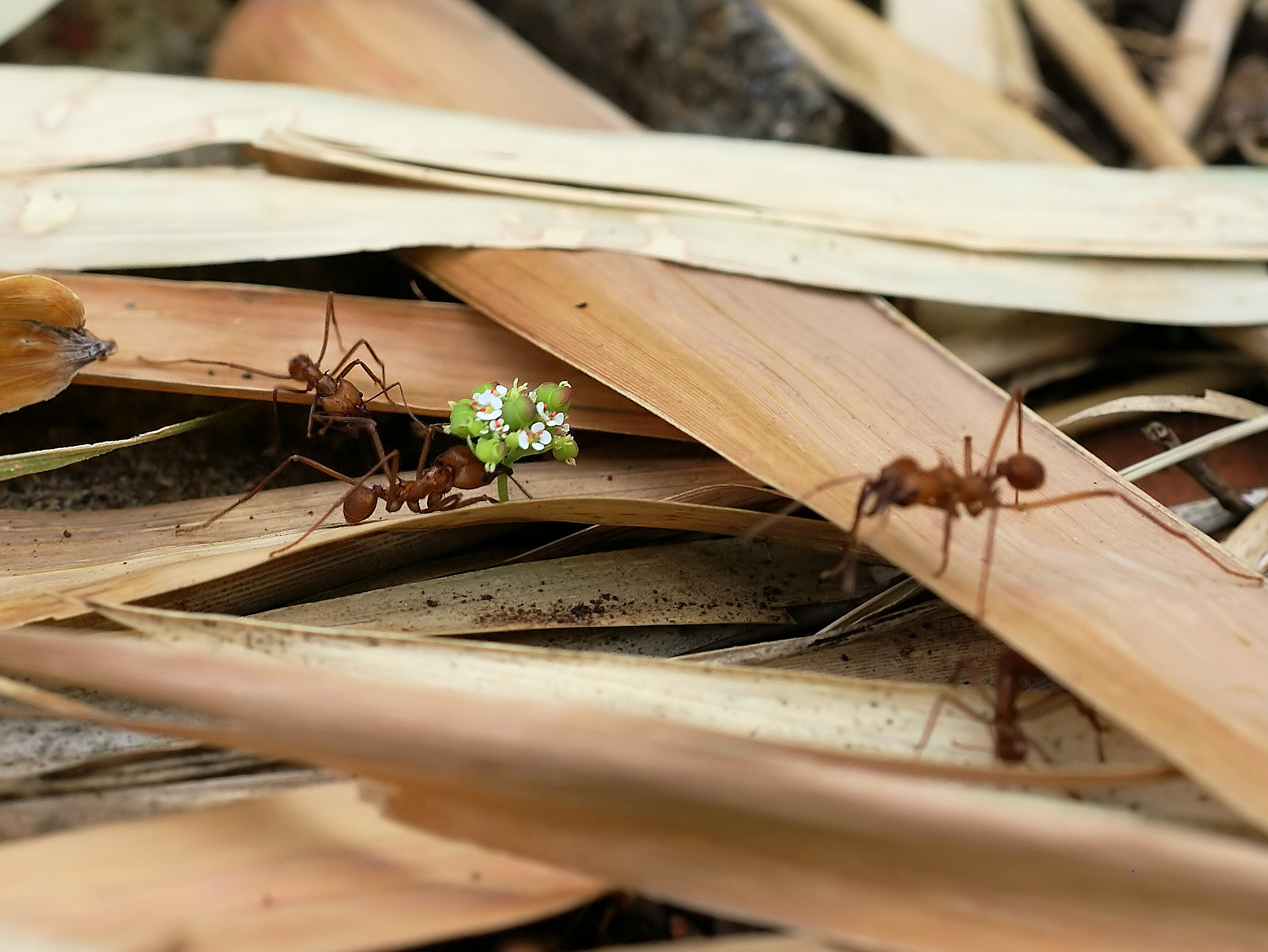
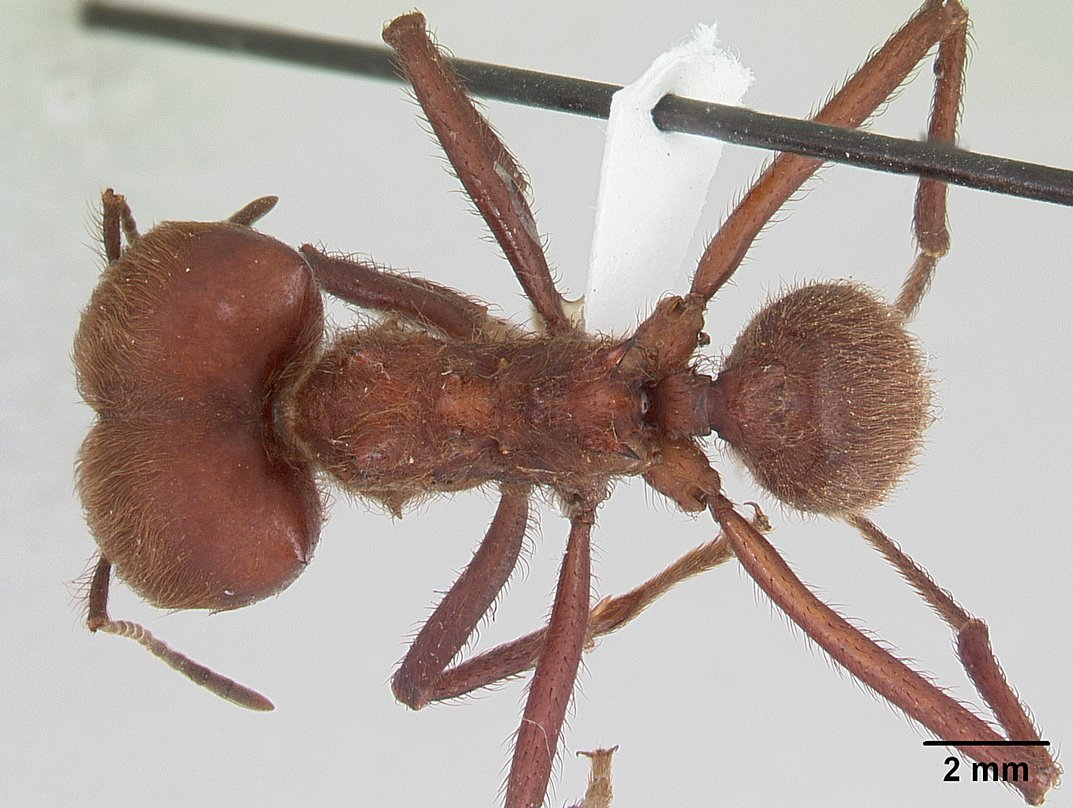
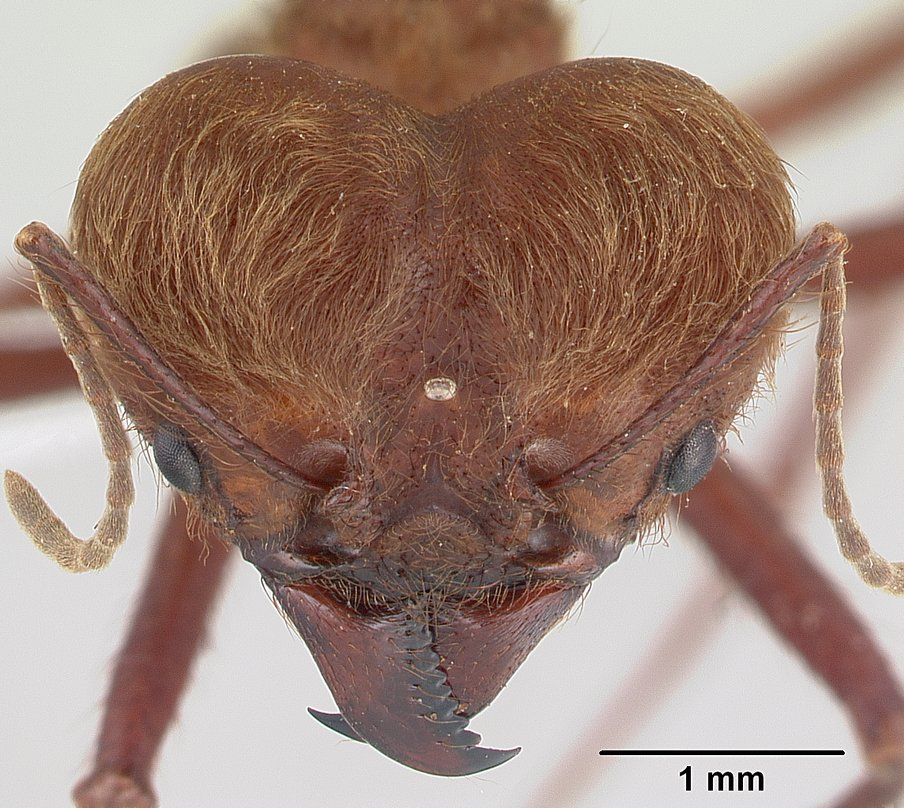
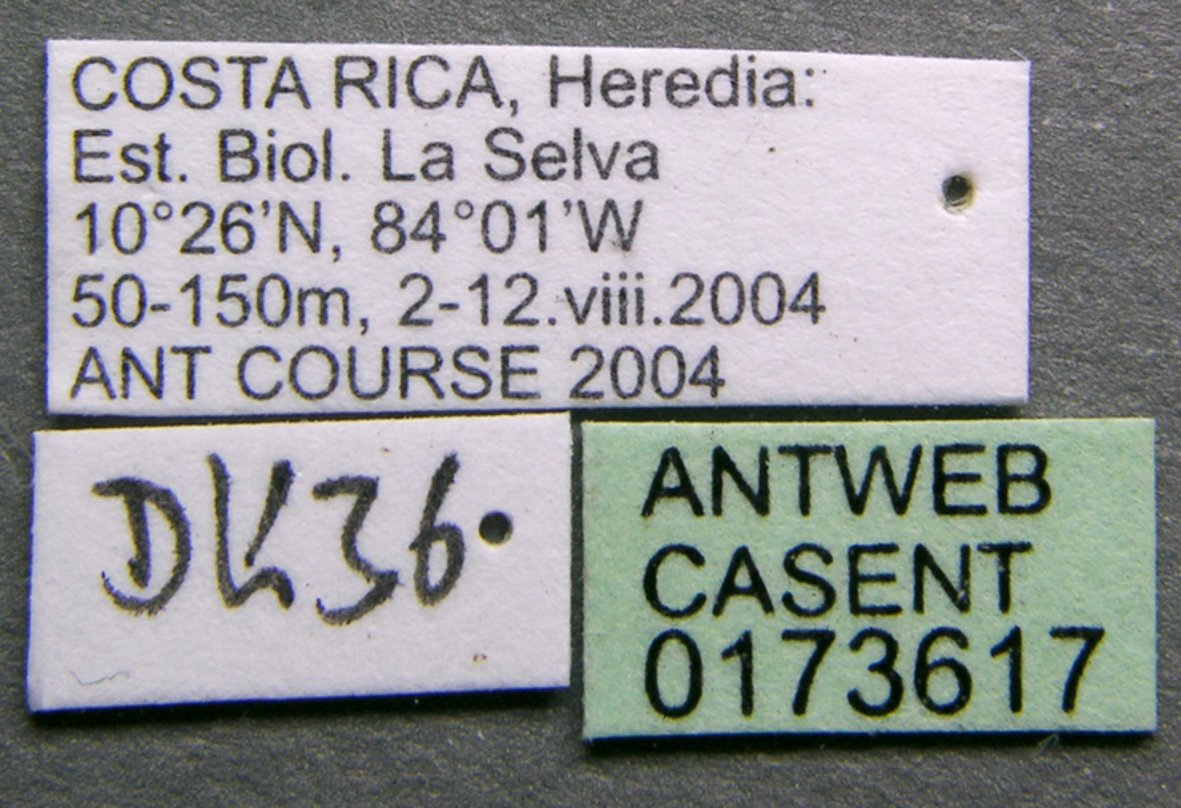